# 한국일본학회
한국일본학회(韓國日本學會, Korea Association of Japanology, KAJA)는 일본학 전반의 학문적 발전과 회원상호간의 연구정보교환 및 친목을 도모하는 목적으로 1973년 2월 1일에 설립된 학술단체이다. 사무실은 서울특별시 용산구 청파로47길 100 숙명여자대학교 새힘관 607호에 있다. 학술연구발표와 국내외 학술대회를 개최, 학회지 발행 및 일본학 관련 전문도서 발간, 일본학 관련 사업 등을 활동하고 있다. 학술지 《일본학보》를 발간하고 있다.

## 주요 사업
- 학술연구발표
- 국제적 학술 교류
- 학회지 발간
- 일본학 관련 전문도서 발간
- 일본학 관련 정보 제공 서비스
- 일본학 관련 교육의 연구 지원
- 일본학 관련 교육의 연수 및 자율 연수
- 일본어 능력평가 시행
- 기타 일본학 관련 사업

## 임원진

### 상임이사
- 회장
- 부회장
- 총무이사
- 재무이사
- 학술이사
- 편집이사
- 기획이사
- 교류이사
- 평가이사
- 정보이사
- 네트워크이사

### 산하학회 회장
- 한일언어학회
- 한국일본문학회
- 한국일본역사문화회
- 한국일어교육학회
- 한국일본교육학회
- 한국일본어통번역학회
- 한일정경사회학회

### 이사
- 일반이사

※국내 대학, 일본의 대학, 기타 연구 기관 등으로 구성

### 편집위원
- 편집위원장
- 편집총괄
- 어학 편집위원
- 문학편집상임이사
- 문학 편집위원
- 일본학편집상임이사
- 일본학 편집위원

### 위원회
- 학회발전자문위원회
- 기금운영위원회
- 학술상위원회
- 학술지발전위원회
- 선거관리위원회
- 일본어교육위원회
- 연구윤리위원회
- 학술기획위원회
- 총서간행위원회
- 감사

## 학술지
- 《일본학보》[1]